# 古柯茶

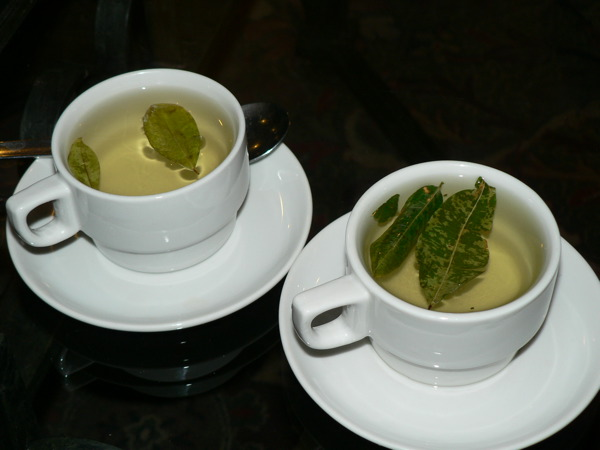
两杯古柯茶

古柯茶，也被稱為 mate de coca，是一種用古柯樹葉製成的草本茶。使用熱水沖泡古柯茶包或葉片而成。这种饮料最常販售于安第斯山一带，如阿根廷、玻利維亞、哥倫比亞，尤其是秘鲁。古柯茶葉的顏色偏綠黃色，味道微苦，聞起來有綠茶的芳香甜味。
在南美洲古柯茶(mate de coca)和瑪黛茶(yerba mate drink)雖然一樣有"mate"的名稱，但是它們幾乎沒有共同之處。

## 生物鹼含量和興奮劑性質
古柯鹼可從古柯葉的生物鹼中提取。但是古柯葉中生物鹼含量很少。
一杯古柯茶約有一克的古柯葉（普通茶包的份量），其中約含有4.2毫克的有機古柯生物鹼，相比之下，一捲古柯鹼就有大約就有20至30毫克生物鹼。
由於含有生物鹼，古柯茶也算是一種溫和的刺激物，消費力可以媲美茶和咖啡。但由于古柯茶內含有古柯鹼，所以一杯古柯茶就可以被藥檢驗出毒品陽性反應。

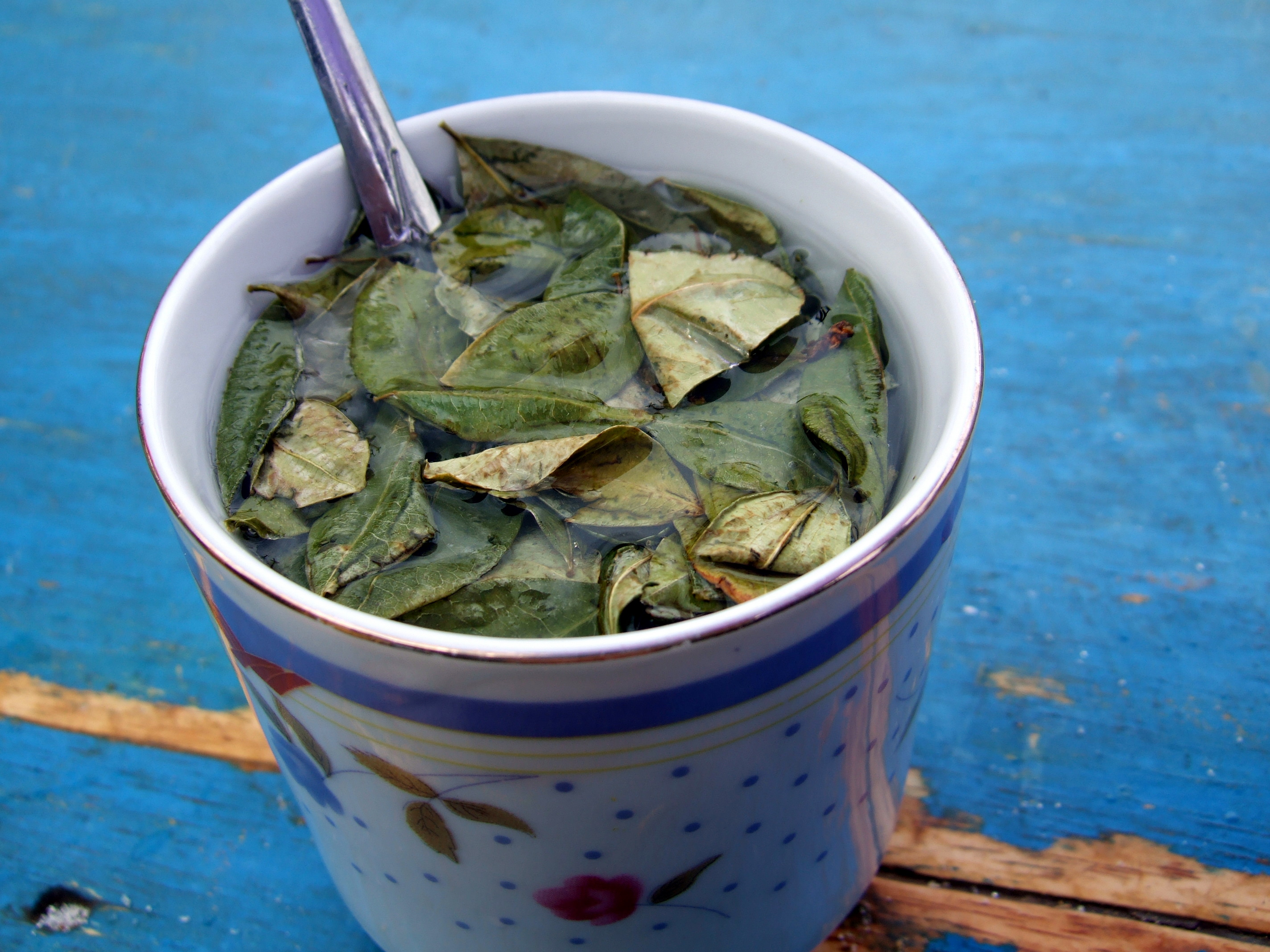
在玻利维亚比亞松販售的古柯茶

古柯茶也可以像咖啡去除咖啡因一样去除古柯鹼。去除咖啡因的咖啡僅保留少量的咖啡因，而去古柯鹼的古柯茶也仍然含有少量的古柯葉的有機生物鹼。
古柯叶中的苯甲酰芽子碱（C₆H₅COOC₇(COOH)H₁₀NCH₃）和芽子碱甲酯（HOC₇(COOCH₃)H₁₀NCH₃）等均具有远低于古柯因的生命活性（毒性及成瘾性），对小鼠以30至60倍剂量使用均不足以产生古柯因的毒性，其中苯甲酰芽子碱甚至百倍剂量仍不足以产生同等毒性。这些物质虽然直接危害性小（很多弱毒性莨菪烷類生物鹼广泛分布于茄科蔬果与古柯科植物中，但如同这些水解产物均未被实验证实对人体具有直接危害），但由于芽子碱衍生物一旦由毒贩获得并用于化学合成毒品会带来严重后果，它们均属受管控物质。另外由于古柯因尿检检测的其实是其低毒性的水解产物，造成南美人即便饮用了去除可卡因但未去除其他生物碱的古柯茶后，也会因摄入的低毒性水解产物而被检出“可卡因”阳性。

## 合法性
古柯茶在哥伦比亚、秘鲁、玻利維亞、阿根廷、厄瓜多和智利是合法的。 
《麻醉品單一公約》並不鼓勵使用古柯茶。除非藥用成分遭去除，否則古柯茶在美國仍然屬違禁品。

## 醫療和傳統的使用
許多安第斯土著将古柯茶葉用作醫療目的。
古柯茶往往可以用于預防旅客在安第斯的高山症， 但並沒有完整的研究文獻支持这一说法。
古柯茶也用於戒斷古柯鹼成癮者。

## 其他
- 可口可乐使用去古柯鹼的古柯茶當作原料之一
- 玻利维亚軟性饮料Coca Colla其中含有古柯鹼。
- 玻利维亚的強烈酒精饮料Cocoroco也含有古柯鹼
- 古柯粉